# Tempesta Lothar

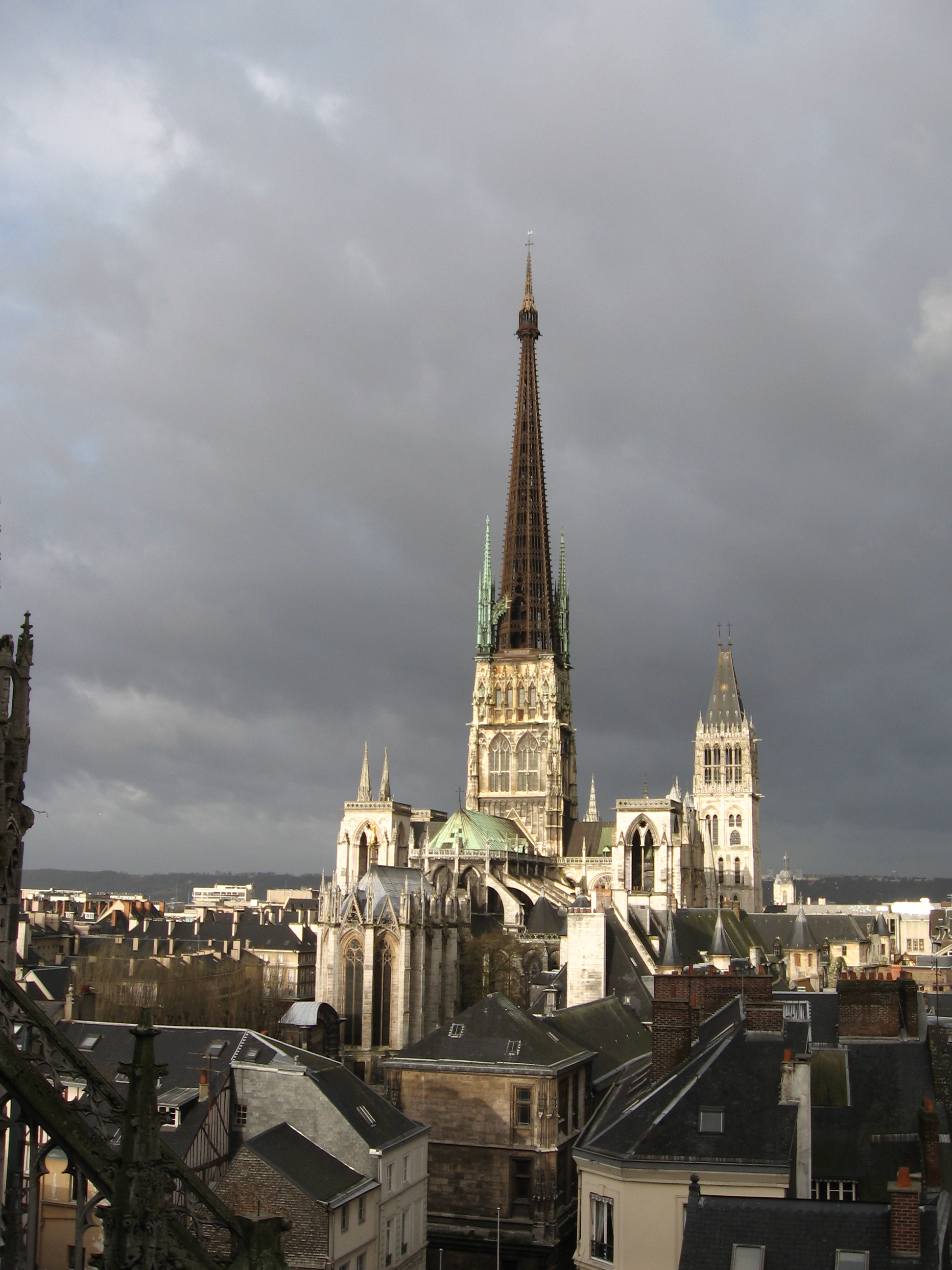
Veduta della Cattedrale di Rouen senza una delle guglie della torre-nolare.

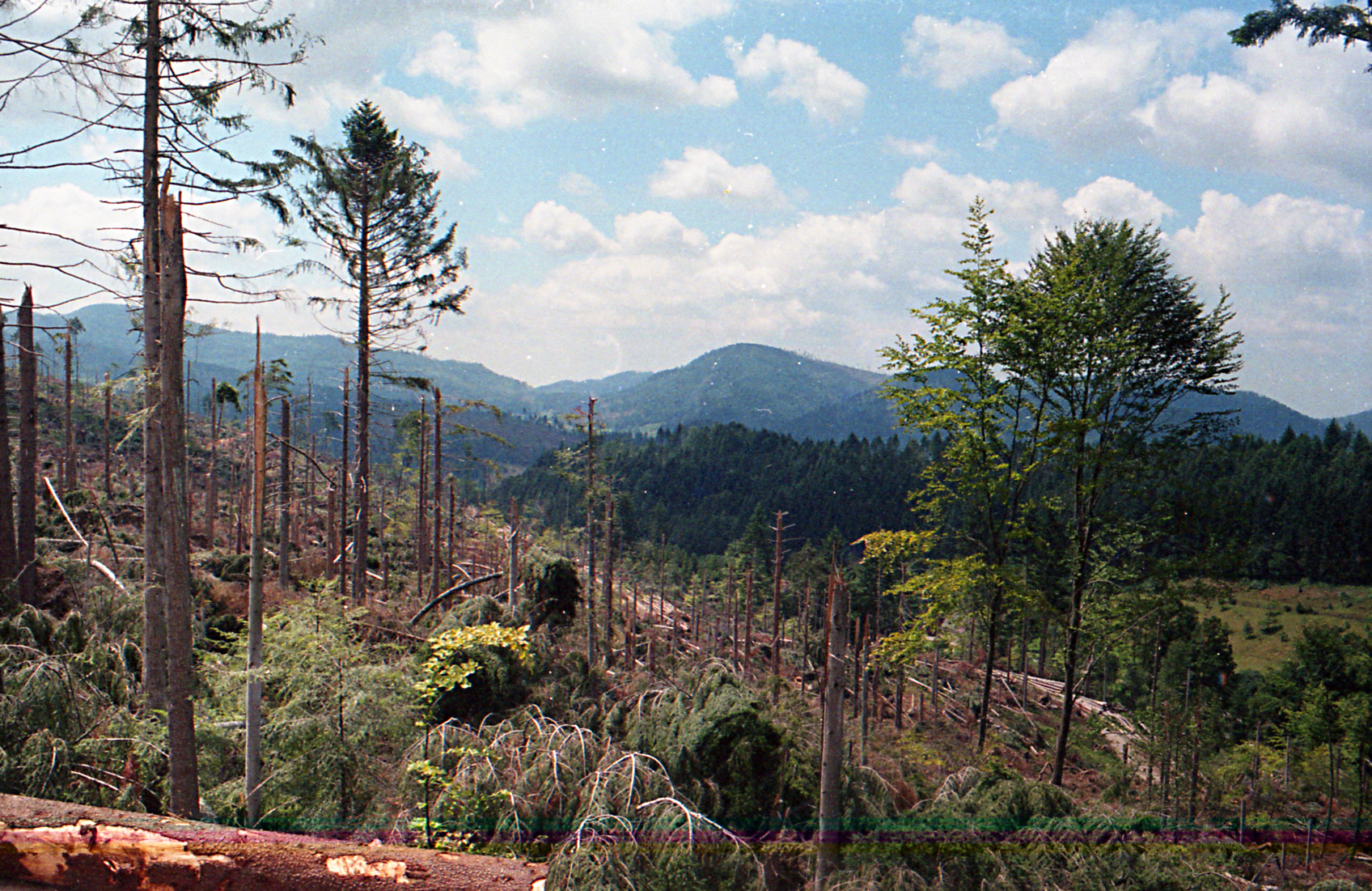
Danni nella Foresta Nera.

Lothar è un sistema di bassa pressione che ha portato alla formazione di un violento ciclone extratropicale che ha colpito tutta l'Europa centrale il 26 dicembre 1999, causando gravi danni in Francia, Germania meridionale e Svizzera. La velocità del vento ha raggiunto i 150 km/h nelle zone pianeggianti e più di 250 km/h su alcune montagne.

## Danni
La gotica Cattedrale di Rouen ad esempio vide una delle quattro guglie della torre nolare cadere ed abbattersi sulle volte del coro distruggendo alcuni stalli lignei. Oltre a edifici ed infrastrutture, alcune foreste, come la Foresta Nera in Germania, hanno subito gravi danni con gravi perdite economiche. In seguito, il servizio meteorologico tedesco (Deutscher Wetterdienst) è stato anche criticato per non aver emesso un avviso di tempesta per Lothar in contrasto con i servizi meteorologici di altri paesi, apparentemente a causa di un bug del software. In tutte le regioni colpite, 137 persone sono state uccise e i danni sono stati stimati a 11,3 miliardi di dollari USA.